# Mannheimer Swartling
Mannheimer Swartling, MSA, är en affärsjuridisk advokatbyrå, med klienter från olika länder och rådgivning som omfattar i stort sett alla affärsjuridiska rättsområden.
Mannheimer Swartling har sex stycken kontor i fyra länder – Stockholm, Göteborg, Malmö, Bryssel, Singapore samt New York. Byrån har ungefär 600 anställda varav 460 jurister och 86 delägare. 60% av de anställda är kvinnor och 40% män.  
Managing Partner är Jan Dernestam, en roll han haft sedan 2011.

## Historia

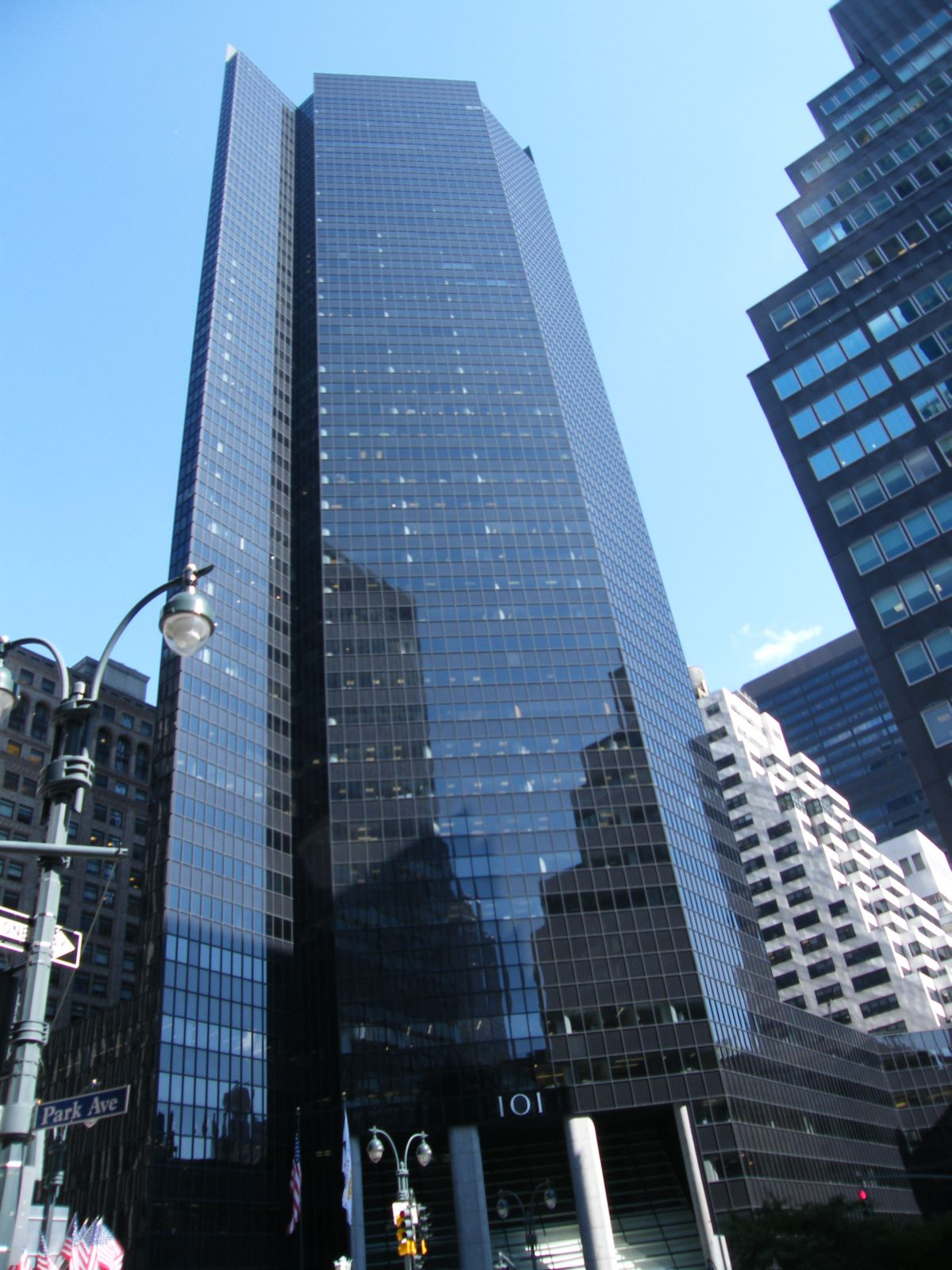
I skyskrapan 101 Park Avenue på Manhattan ligger byråns New York-kontor.

Mannheimer Swartling i sin nuvarande form bildades genom att byråerna Mannheimer & Zetterlöf och Carl Swartling Advokatbyrå gick samman 1990. De första kontakterna mellan Mannheimer & Zetterlöf och Carl Swartling Advokatbyrå togs redan 1977.  Byråerna fortsatte att ha täta kontakter och gemensamma utbildningsdagar fram tills den formella sammanslagningen skedde.
Love Mannheimer och Tage Zetterlöf grundade Mannheimer & Zetterlöf 1943 i Göteborg. Byrån etablerade sitt första utlandskontor 1971 i holländska Rotterdam. År 1973 etablerades kontor i Skåne och utlandsverksamheten vidgades genom etablering av kontor i New York 1983 och Frankfurt 1989.
År 1875 etablerade hovrättsnotarien Ossian Wallin en advokatbyrå till vilken vice häradshövding Erik Martin anslöt sig som delägare 1884. Byrån bytte genom åren namn allt eftersom delägare kom och gick. På 1950-talet var namnet Wetter & Swartling och byrån var då en av de större affärsjuridiska byråerna i Stockholm. År 1951 flyttade byrån till Ivar Kreugers gamla kontor Tändstickspalatset i vars lokaler byrån stannade fram till 1996. Wetter & Swartling gick skilda vägar 1974 när Wetter & Wetter bildades av far och son och övriga delägare bildade Carl Swartling Advokatbyrå. Carl Swartling Advokatbyrå öppnade utlandskontor i New York 1988 och i Moskva 1989.

## Utmärkelser (urval)
- Utsedd till "Swedish Law Firm of the Year" av Chambers Europe Awards for Excellence (2009, 2011, 2012, 2015, 2016, 2018, 2020, 2022, 2024)
- Utsedd till "Swedish Law Firm of the Year" av International Financial Law Review (2005, 2006, 2007, 2008, 2010, 2012, 2015, 2016, 2018, 2019, 2021, 2022, 2024)
- Utsedd till "Law Firm of the Year, Sweden" av Who’s Who Legal Awards (2006, 2007, 2008, 2009, 2010, 2011, 2012, 2013, 2014, 2015, 2017, 2018, 2019, 2020, 2021, 2022, 2023, 2024)

Mannheimer Swartling har 22 år i rad (2003–2024) utsetts till den populäraste advokatbyrån bland svenska juriststudenter i Universums undersökning FöretagsBarometern.